# Arrestina beta 1
La arrestina beta 1 (ARRB1) es una proteína codificada en humanos por el gen arrb1.

## Función
Los miembros de la familia de proteínas de las arrestinas parecen participar en la desensibilización mediada por agonista de los receptores acoplados a proteínas G,causando un apagamiento específico de la respuesta celular a estímulos como hormonas, neurotransmisores o señales sensoriales. La arrestina beta 1, al igual que la arrestina beta 2, fue identificada al demostrar su capacidad para inhibir la función de los receptores beta adrenérgicos en ensayos in vitro. La arrestina beta 1 es una proteína citosólica que actúa como cofactor de la quinasa del receptor beta adrenérgico BARK mediando la desensibilización de los receptores adrenérgicos. Además del sistema nervioso central, presenta elevados niveles de expresión en leucocitos de sangre periférica, y por ello, el sistema BARK/arrestina beta se piensa que desempeña un papel más importante en la regulación de funciones inmunitarias mediadas por receptor. Se han descrito diversas variantes transcripcionales de este gen, que codifican diferentes isoformas de la arrestina beta 1, si bien aún no se han caracterizado las funciones de todas ellas.

## Interacciones
La arrestina beta 1 ha demostrado ser capaz de interaccionar con:
- Receptor delta opioide[6]
- Arf6[7]
- Proteína asociada a hormona paratiroidea[8]
- RALGDS[9]
- PSCD2[7]
- DVL2[10]
- Mdm2[11][12]